# Ursulaschiffchen
Ursulaschiffchen (Navicula S. Ursulae) sind Bruderschaften, die ab dem 13. Jahrhundert an vielen Orten unter dem Patronat der heiligen Ursula entstanden.

## Geschichte
Erste Ursulinenbruderschaften entstanden um 1300 in Italien, von dort ging später auch der Ursulinenorden aus. Besonders in der Stadt Köln, in der Ursula und ihre 11.000 Gefährtinnen der Legende nach den Märtyrertod erlitten haben, entstanden mehrere „Ursulaschiffchen“, von denen eine im 15. Jahrhundert (vermutlich 1445) entstandene Bruderschaft noch heute Bestand hat.

## Brauchtum

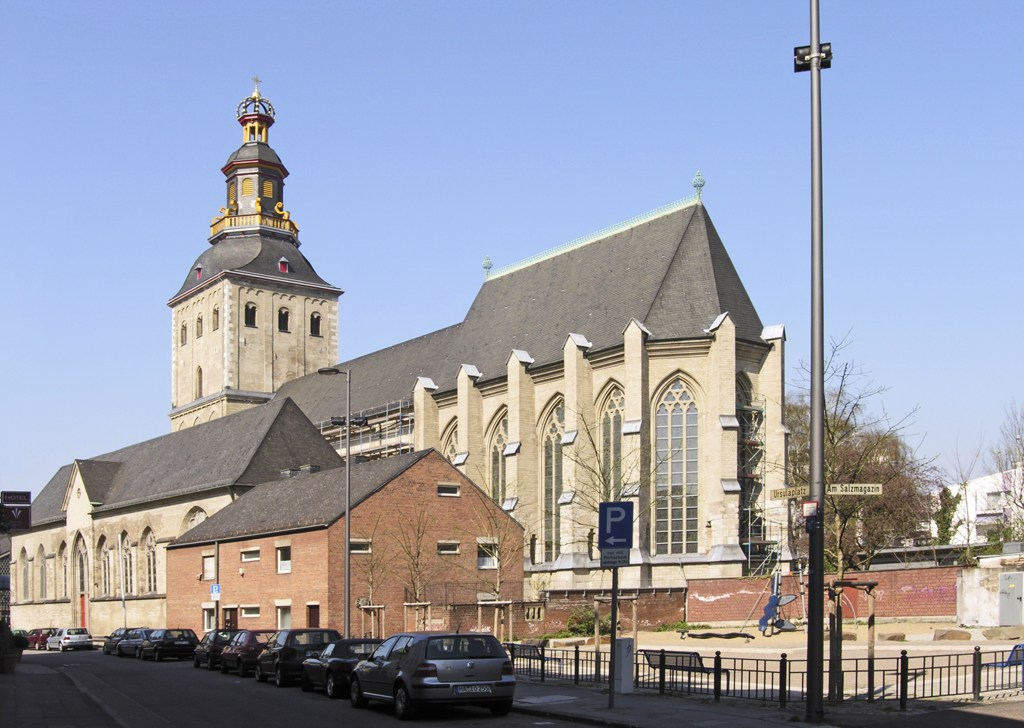
Kirche St. Ursula zu Köln

Die heute noch existierende Bruderschaft an der Ursulakirche in Köln zählt über 500 Mitglieder, die sich jährlich zu einer Mitgliederversammlung am vierten Fastensonntag und zur Ursula-Festwoche im Oktober versammeln. Während der Ursula-Festwoche findet eine Prozession mit dem Schrein der hl. Ursula statt. In der Kirche St. Ursula wird eine Bruderschaftskerze geweiht und entzündet, die ein Jahr lang bis zum nächsten Ursulafest brennt.